# Geodia carteri
Geodia carteri är en svampdjursart som beskrevs av William Johnson Sollas 1888.
Geodia carteri ingår i släktet Geodia och familjen Geodiidae. Artens utbredningsområde är havet kring Australien. Inga underarter finns listade i Catalogue of Life.